# ルンビニ州
ルンビニ州（ネパール語: लुम्बिनी प्रदेश、英語: Lumbini Province）は、ネパール西部の州。州都はデウクリ。
2021年国勢調査の人口は512万4225人で、全国の17.6%を占め、7州中3位。面積は2万2288 km²で、全国の13.4%を占め、7州中4位。州南部はマデシ地方に含まれる。

## 歴史
憲法改正により2015年9月20日に設置された。
2016年11月、プラチャンダ政権は第五州の北部6郡を別の州へ移管する憲法改正案を発表した。これに対してマデシ地方では反発が高まり、撤回を求める抗議運動が実施された。中でも12月19日までの20日間に渡ったゼネストは、内陸部とインドとの供給が断ったことで国内の経済は混乱した。だがプラチャンダは憲法改正案を撤回せず、連邦議会へ提出した。2017年8月22日に連邦議会で投票が行われ、賛成票が3分の2を越えなかったため廃案となった。
2020年10月6日に暫定州名の「第五州」から「ルンビニ州」へ改称された。また州都はデウクリに決まった。

## 人口
- 1981年6月22日：252万人
- 1991年6月22日：320万6000人
- 2001年5月28日：404万7000人
- 2011年6月22日：458万9000人
- 2021年11月11日：512万4225人

## 隣接州
- 北： カルナリ州
- 東： ガンダキ州
- 南東： ビハール州
- 南～西： ウッタル・プラデーシュ州
- 西： スドゥパシュチム州

## 行政区画
以下の12郡から成る。
※の郡はガンダキ州やカルナリ州への割譲が予定されていた郡。
- アルガカチー郡※
- カピラバストゥ郡（英語版）
- グルミ郡※
- ダーン・デウクリ郡
- パラシ郡（英語版）
- バルディヤ郡（英語版）
- パルパ郡※
- バンケ郡（英語版）
- ピュータン郡※
- 東部ルクム郡（英語版）※
- ルーパンデヒ郡
- ロルパ郡※

## 主要都市
人口は2011年6月22日の値。
- ブトワル：12万982人
- ネパールガンジ（英語版）：7万3779人
- トリブバンナガル：6万5107人
- シダルサナガル（英語版）：6万4566人
- グラリア（英語版）：5万7232人
- トゥルシプル（英語版）：5万2224人

## 交通
- ゴータマ・ブッダ空港（英語版）
- チャウルジャハリ空港（英語版）
- トリブバンナガル空港（英語版）
- ネパールガンジ空港
- ロルパ空港（英語版）

## 姉妹都市
- 中華人民共和国 四川省（2019年7月2日[8]